# Ischigualasto

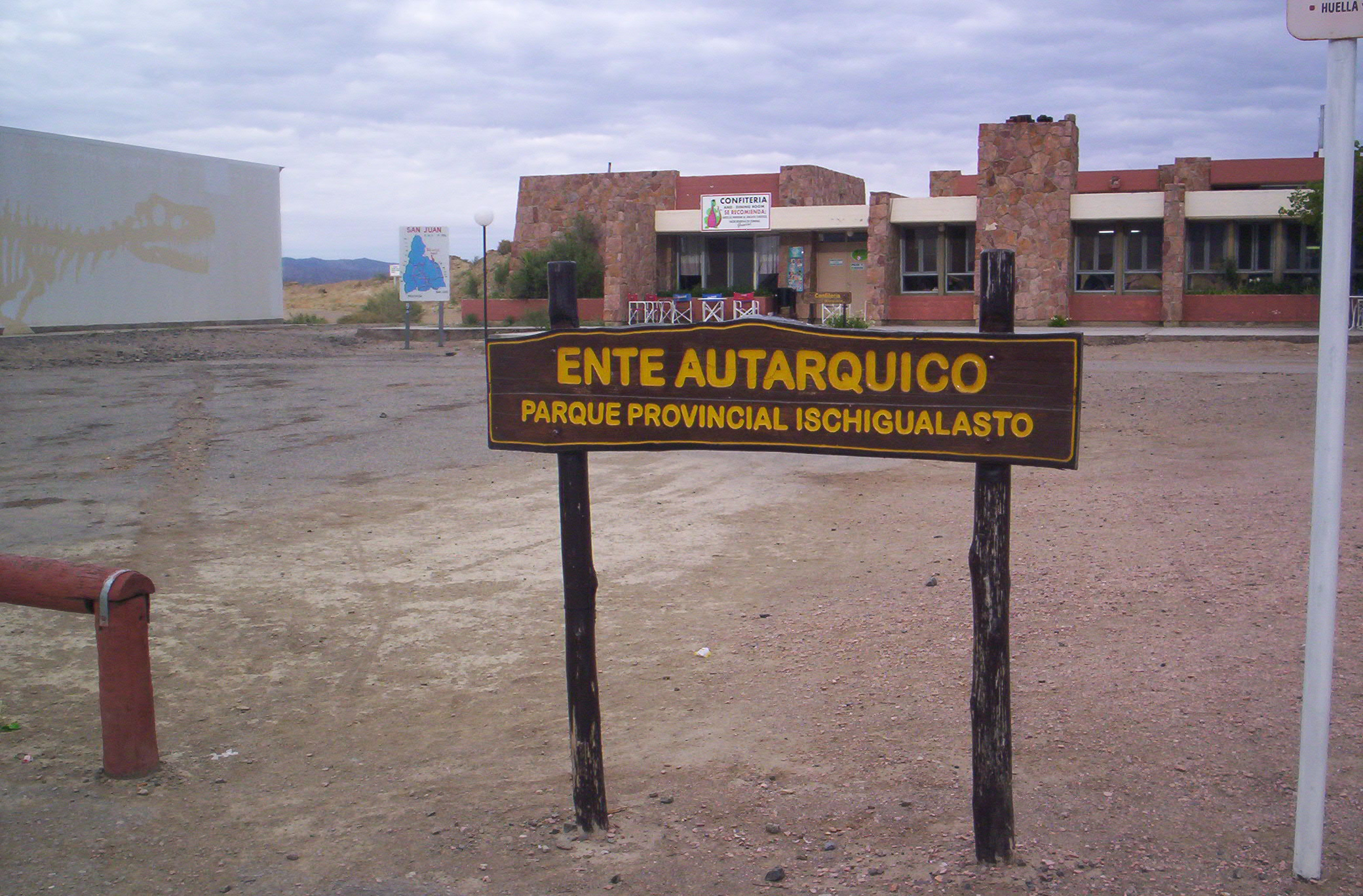
Ingreso al Parque Provincial Ischigualasto

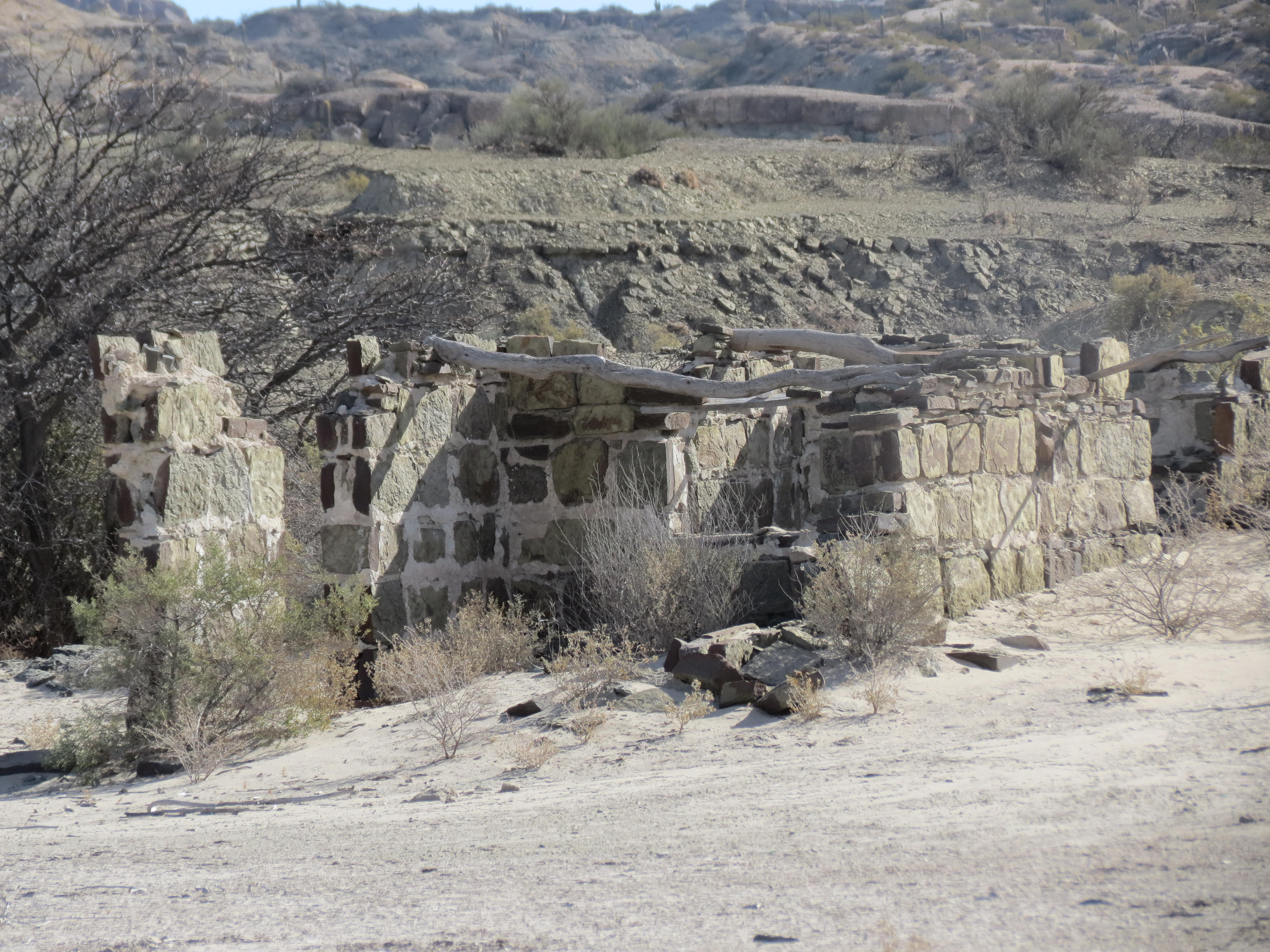
Ruinas de una construcción típica realizada por lo mineros que explotaban de manera artesanal el carbón en el sitio, entre los años 1920-1954.

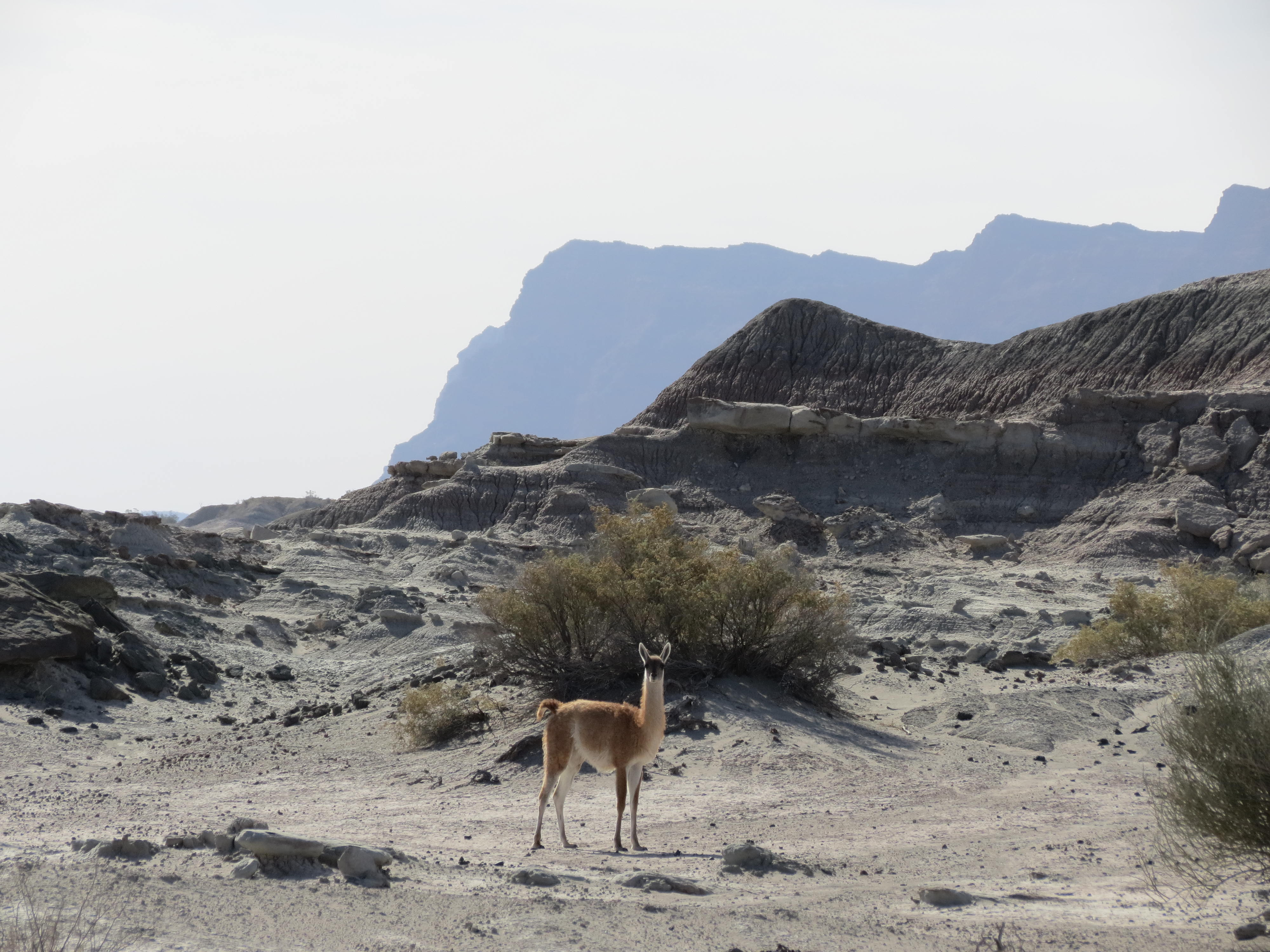
Ejemplar de guanaco (Lama guanicoe) dentro del Parque Provincial Ischigualasto (Formación Ischigualasto).

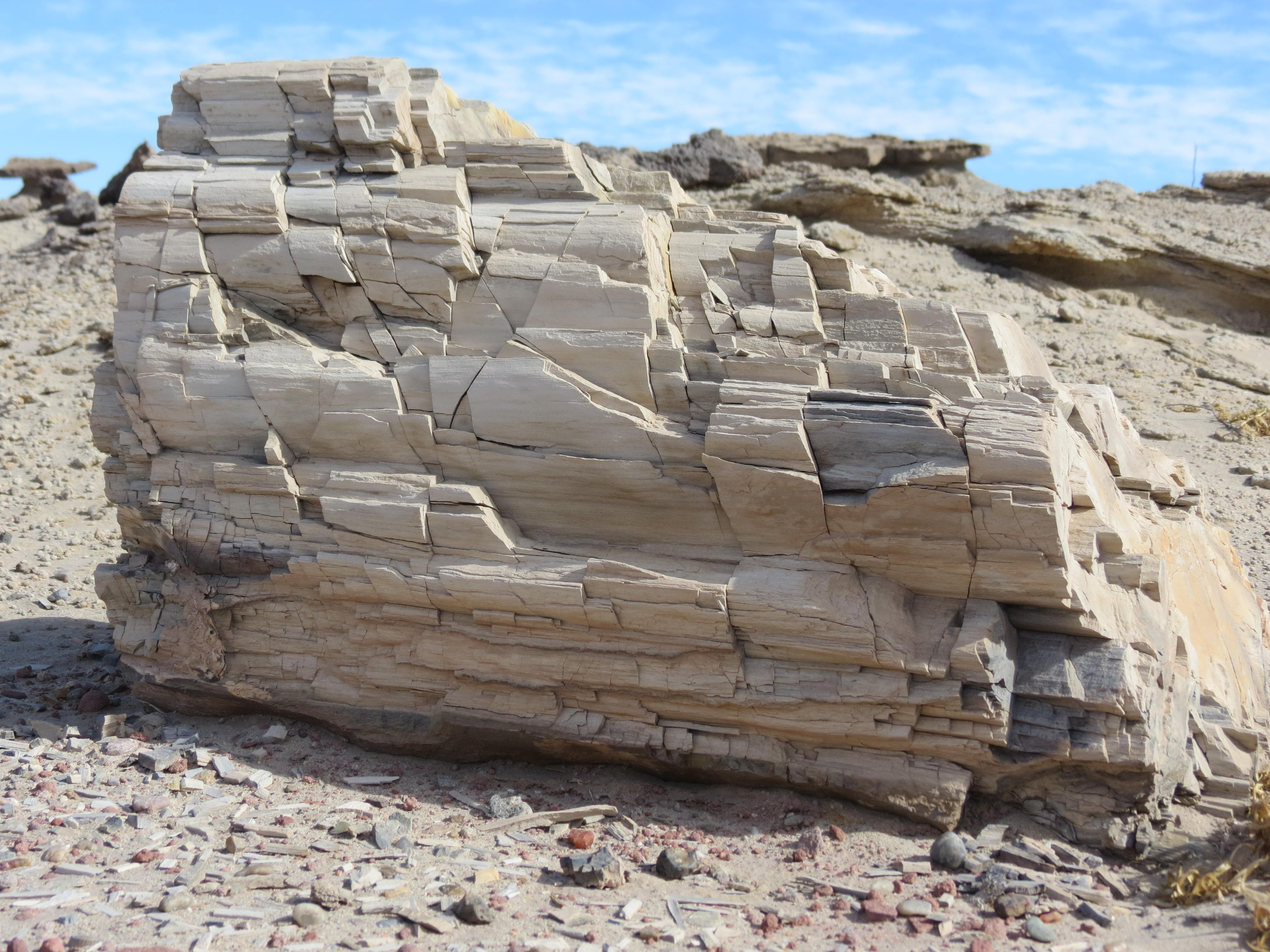
Tronco fosilizado de una especie de árbol que se considera antecesor de las araucarias en el Parque Provincial Ischigualasto.

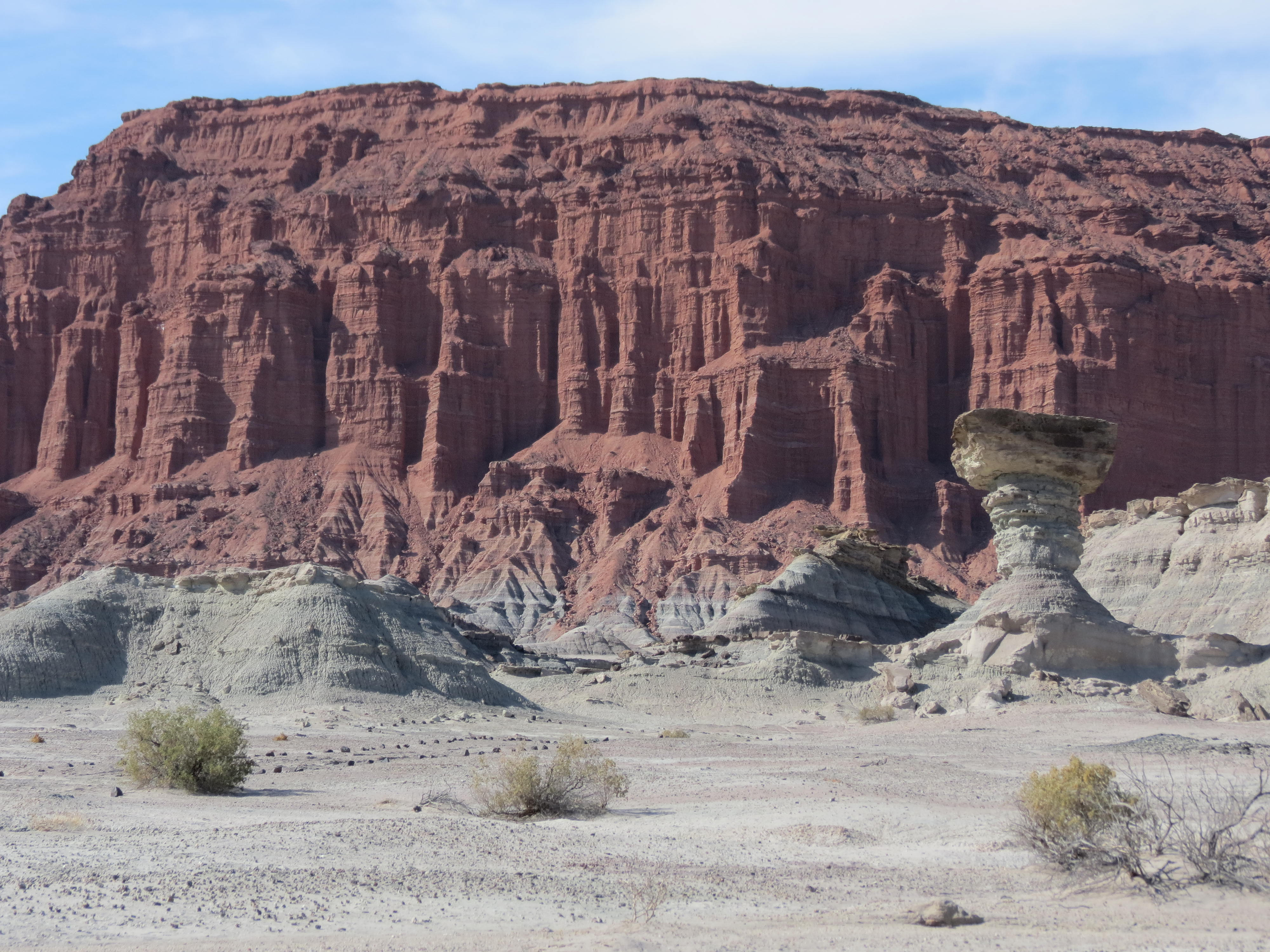
El Hongo y las Barrancas Coloradas, un paisaje típico del Parque Provincial Ischigualasto.

El Parque Provincial de Ischigualasto o Valle de la Luna, está situado en Argentina, en el noreste de la provincia de San Juan y limita con la provincia de La Rioja al norte. Se encuentra a 324 km de la ciudad de San Juan por carretera y a 124 km del departamento Valle Fértil (también conocido como Villa San Agustín del Valle Fértil). Su altitud respecto al nivel del mar varía entre los 1200 hasta los 1800 metros en las cumbres de mayor altura. Es un área protegida de 275 369 ha y célebre a nivel científico, ya que resguarda una importante reserva paleontológica. Es el único lugar del mundo donde puede verse totalmente al descubierto y perfectamente diferenciado todo el período triásico en forma completa y ordenada. Se calcula que las formaciones geológicas de este sitio tienen una antigüedad de entre 200 y 250 millones de años, característica que comparte con el parque nacional Talampaya, con el que limita al oeste por estar situado en la provincia de La Rioja.
Se puede acceder al Parque Provincial Ischigualasto a través de la ruta escénica: RN 150. El parque ofrece un extraño paisaje, por lo que comúnmente es llamado Valle de la Luna. Se caracteriza por presentar escasa vegetación y la más variada gama de colores en sus suelos. Las caprichosas formas de sus montes hacen que este lugar sea elegido por turistas nacionales y extranjeros. Si bien es un lugar científico, se puede recorrer realizando una visita guiada por un especialista en vehículos particulares. Durante el recorrido de este circuito tradicional, que demora aproximadamente tres horas, el visitante conoce geoformas como el Hongo, el Submarino, la Cancha de Bochas y Valle Pintado. Además, los interesados pueden acceder al Museo de Sitio Dr. William Sill que se encuentra ubicado en la base. Este es un centro de interpretación que presenta el trabajo científico que se lleva a cabo allí para el conocimiento y protección de las riquezas fosilíferas que convierten al Parque Provincial Ischigualasto en Patrimonio de la Humanidad.
Dentro del Parque se sitúa el Cerro Morado, una antigua chimenea de un volcán extinto. Se puede ascender a él contratando a un guía en la base del parque y obtener una vista privilegiada. El tiempo de ascensión es de 1h aproximadamente.
El nombre de «Valle de la Luna» fue mencionado por primera vez en un reportaje escrito por el periodista sanjuanino Rogelio Díaz Costa y en fotografías de Antonio Lago, ambos del Diario de Cuyo, el 3 de junio de 1958. 
Años más tarde comenzó a ser conocido y visitado cuando en marzo de 1967 el fotógrafo Antonio Legarreta y el periodista Federico B. Kirbus publicaron un artículo ilustrado en el rotograbado de La Prensa con el título «Riqueza y belleza natural del Valle de la Luna», donde se atribuía el nombre a Victorino de Jesús Herrera, de la familia dueña de la gran «Estancia Ischigualasto».
Este parque provincial natural fue creado en el año 1971 por Ley 3666, y fue declarado Lugar Histórico Nacional, en la tipología de "Sitio arqueológico, paleontológico y ecológico", mediante Decreto n.° 712 del año 1995, en conjunto con el Yacimiento Talampaya de la Provincia de La Rioja.
En dicho Decreto se le asigna una superficie de 62.916 hectáreas.
Posteriormente fue declarado  Patrimonio de la Humanidad por la Unesco, el 29 de noviembre de 2000.

## Toponimia

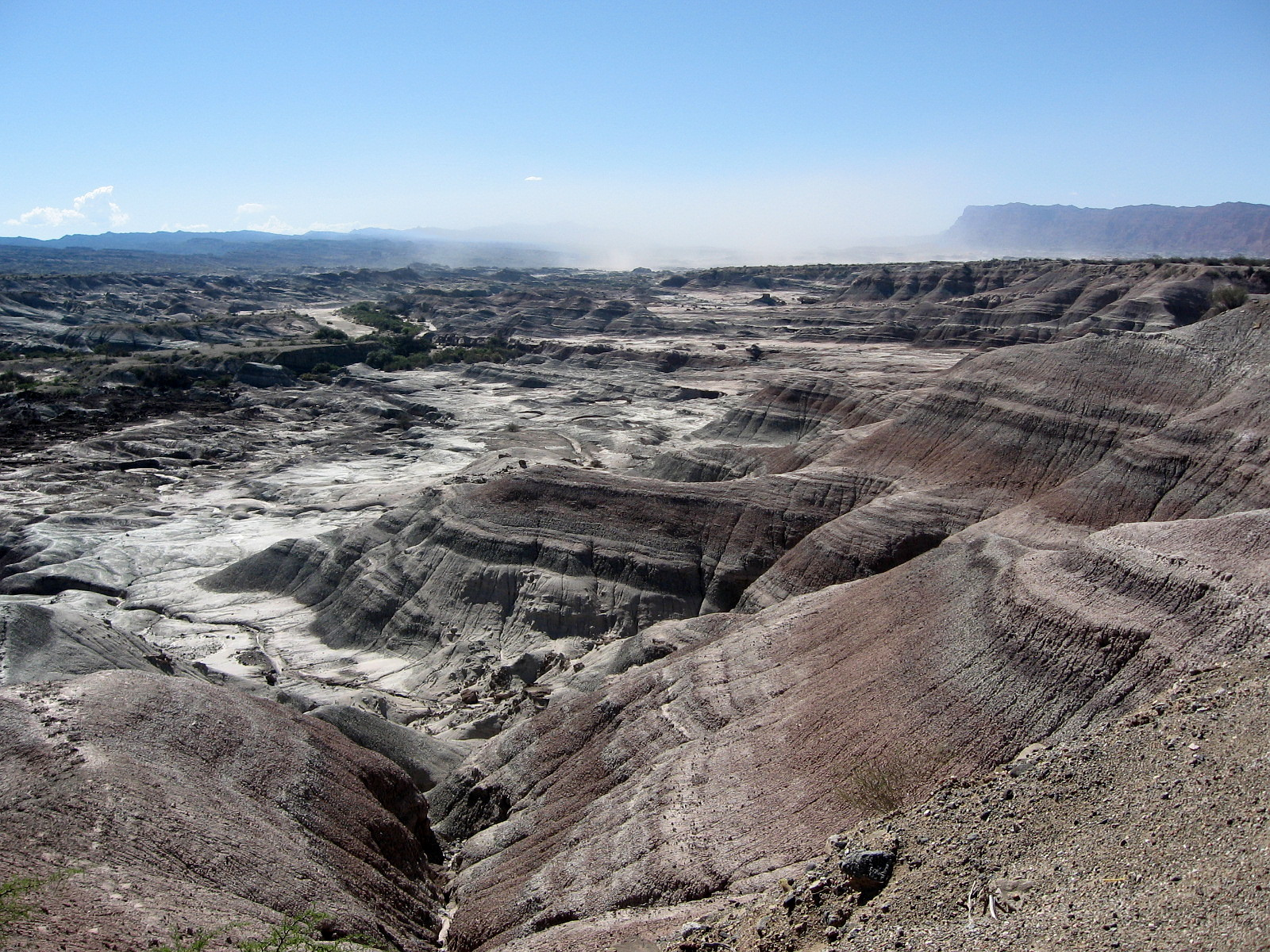
Valle Pintado en el Parque provincial Ischigualasto. La configuración del terreno sugiere un paisaje lunar.

Ischigualasto es un nombre de origen diaguita, que significa "sitio en donde no existe la vida" o "lugar de la muerte". Otras versiones indican que el nombre significa "lugar donde se posa la luna".

## Clima
El clima es continental seco con temperaturas extremas en verano e invierno, con gran amplitud térmica entre el día y la noche. El verano es muy caluroso y soleado. La temperatura máxima puede exceder los 50 °C al sol. En invierno hace mucho frío y la mínima llega a 7 o 9 °C bajo cero.
Las lluvias son escasas (150 mm anuales) pero cuando se producen, son torrenciales y a menudo acompañadas de granizo. Llueve en el verano de noviembre a marzo. El viento sopla durante todo el año y puede soplar con fuerza el viento zonda entre julio y octubre.

## Localización y accesos
Ischigualasto se ubica al sur del continente americano, dentro de América del Sur, al extremo suroeste, aproximadamente en el centro oeste de Argentina, dentro de la provincia de San Juan, al extremo noreste de la misma, al norte del departamento Valle Fértil. El centro de interpretación y las instalaciones del parque se encuentran en la ubicación: 30°09′48″S 67°50′32″O / -30.16333, -67.84222.
Se ubica a 273 km al noreste de la Ciudad de San Juan, siguiendo la Ruta Nacional 40 y luego recorriendo el tramo de la Ruta Nacional 150 inaugurado en octubre de 2014, que une la localidad de Huaco con Valle de la Luna.
Pasando por Villa San Agustín, la distancia desde la Ciudad de San Juan hasta Valle de la Luna es de 330 km, y se accede a través de la Ruta Nacional 20 primero, luego por la Nacional 141, a continuación por la Provincial 510 y por último por la Nacional 150.

## Atracción

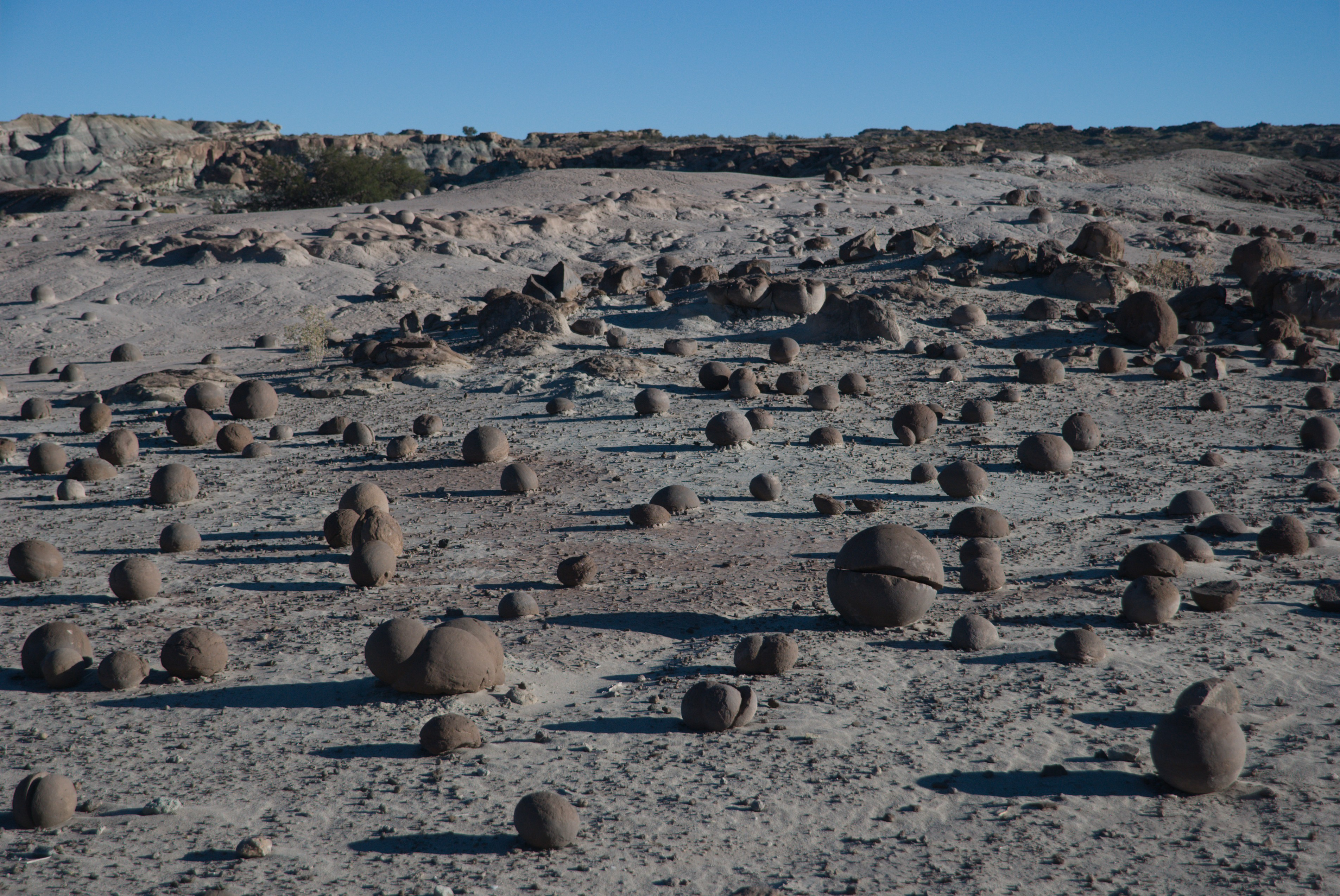
Cancha de bochas.

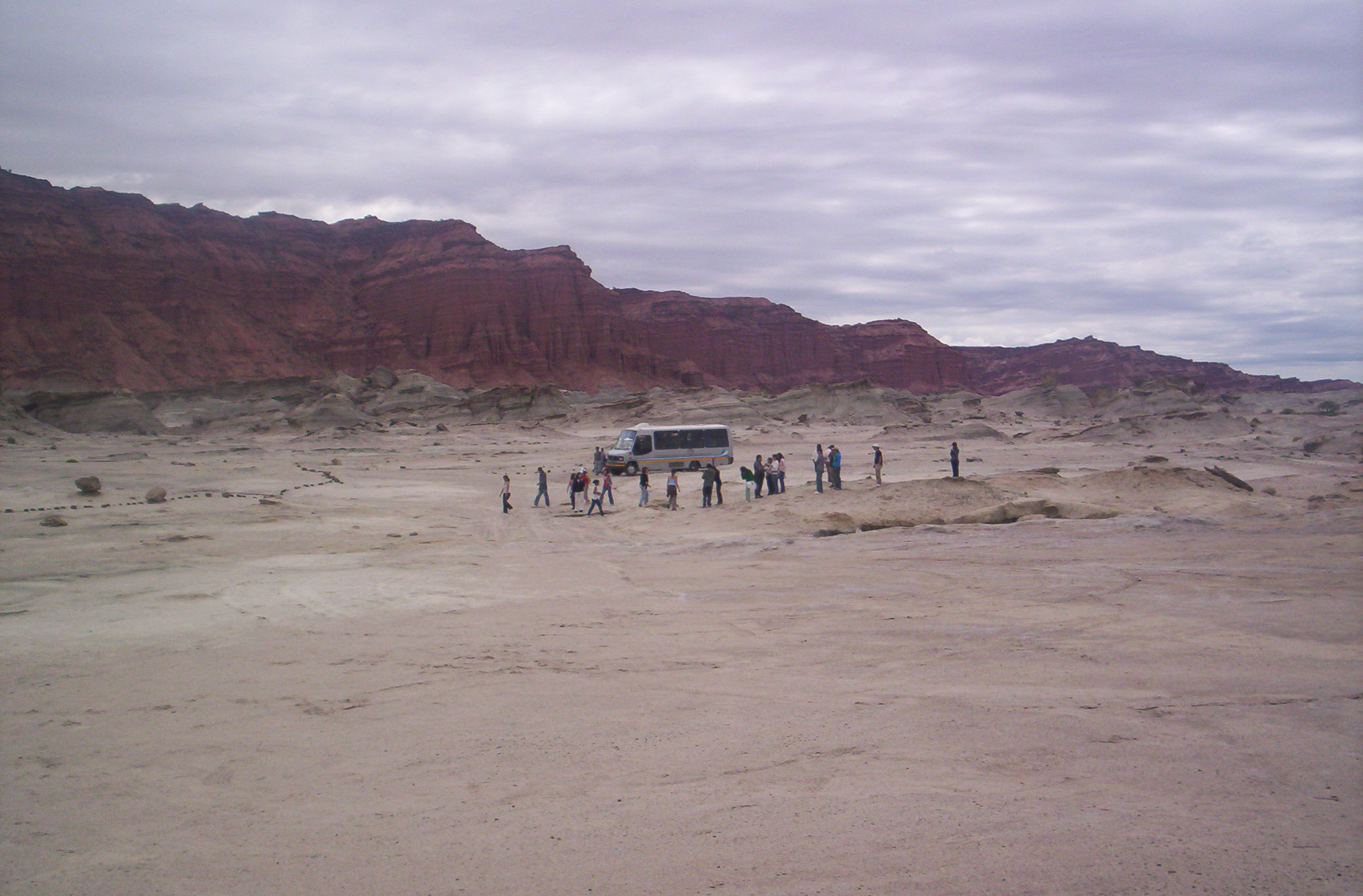
Turistas en el parque.

Debido a los grandes yacimientos ricos en fósiles que posee la zona de Ischigualasto, este lugar ha atraído el interés de geólogos y paleontólogos desde la década de 1930, cuando llegan algunos geólogos a realizar estudios en este sitio.
En el año 1941 el geólogo argentino Joaquín Frenguelli (o Joaquim Frenguelli), haciendo su relevamiento geológico en la zona de San Juan, encontró su primer fósil, un cráneo de cinodonte que fue investigado por el paleontólogo argentino Ángel Cabrera, en la Universidad de La Plata, sobre cuya labor se efectuó la primera publicación en el año 1944, siendo este el primer trabajo de la investigación acerca de los fósiles de Ischigualasto. A partir de entonces, varios paleontólogos han buscado en este paraje respuestas acerca del origen de los dinosaurios y mamíferos modernos.
En el año 1958, el museo de Ciencias Naturales Bernardino Rivadavia de Buenos Aires realizó un convenio con la Universidad de Harvard, de Estados Unidos, para realizar el estudio y clasificación de especies encontradas en este gran yacimiento paleontológico. Los responsables fueron Guillermo Del Corro, por el museo argentino, y Alfred Romer, por Harvard, quienes extrajeron aproximadamente cien ejemplares en perfecto estado, los cuales fueron llevados a Estados Unidos para su estudio correspondiente. Posteriormente solo una parte de las piezas regresó a Argentina. Según el informe de la Comisión Nacional de Museos, Monumentos y Lugares Históricos de la Secretaría de Cultura, Romer escribió: "Cada paleontólogo sueña con encontrar algún día un yacimiento virgen cubierto con cráneos y esqueletos. Casi nunca se realiza este sueño. Para nuestro asombro y felicidad, el sueño se cumplió en Ischigualasto".
Con la creación del «Ente Autárquico Ischigualasto» el Gobierno de la Provincia de San Juan tomó la iniciativa para mantener intacta la nominación conferida al parque natural Ischigualasto por Unesco como Sitio Patrimonio Natural de la Humanidad en el mes de noviembre del año 2000 por su valor geológico y paleontológico, así como por su excepcional interés científico, además de poner en práctica un ambicioso proyecto de puesta en valor turístico de todos sus atributos.
Esta nueva etapa para el Parque Ischigualasto está asentada comunicacionalmente sobre dos ejes fundamentales, un eje vivencial y otro de valoración turismo – ciencia.
El eje vivencialIncluye al Valle de la Luna como producto turístico tradicional, que resalta su extraordinario paisaje, incluyendo el uso iconográfico y distintivo de las geoformas. Por otra parte, también se considera la inclusión de otro sub-eje, el natural y cultural, que incluye la valoración de la flora y la fauna autóctonas protegida y todas las evidencias culturales pre y posthispánicas que se encuentran dentro de los límites del Parque y su área de amortiguación. Tiene 5 diferentes recorridos turísticos: El más extenso es el circuito diurno tradicional, el que tiene una extensión de 40 km, y una duración de 3 hs aproximadamente, que debe realizarse en vehículo propio y con guía; el circuito corto que se extiende por 31 km e igualmente debe efectuarse en movilidad y con guía; el circuito con luna llena que se realiza solamente 4 veces al mes y requiere movilidad y senderismo; el circuito de caminata al Cerro Morado que se hace en senderismo; y el circuito de Mountain Bike.
El eje ciencia – turismoRevaloriza al Parque Ischigualasto como uno de los yacimientos geológicos-paleontológicos Triásicos más importantes del mundo. Este eje se divide naturalmente en sus dos aspectos más relevantes: el paleontológico y el geológico. El primero enfatiza en la importancia evolutiva, exquisita calidad, cantidad y variedad de fósiles de vertebrados que Ischigualasto ha brindado a la comunidad científica en los últimos cuarenta años. El subeje geológico pone en valor los más de 200 km² de afloramientos de rocas que constituyen una secuencia ininterrumpida única que documentan la historia geológica, biológica y climática de la Tierra durante todo el período Triásico.
Estas líneas de base conceptual permiten delinear acciones futuras en lo referente a servicios turísticos. El uso turístico del eje ciencia – turismo pone a disposición de los visitantes un Ischigualasto que normalmente ha permanecido oculto y solo al alcance de la comunidad científica interesada. Para hacer accesible al público en general más de cuarenta años de investigación científica, es que se ha montado una exhibición de casi 700 m² cubiertos en la que se cuenta la historia completa de un fósil, desde su hallazgo hasta su preparación en laboratorios especiales, aunque sobre todo se exhiben una gran variedad de los mejores fósiles recolectados en Ischigualasto.

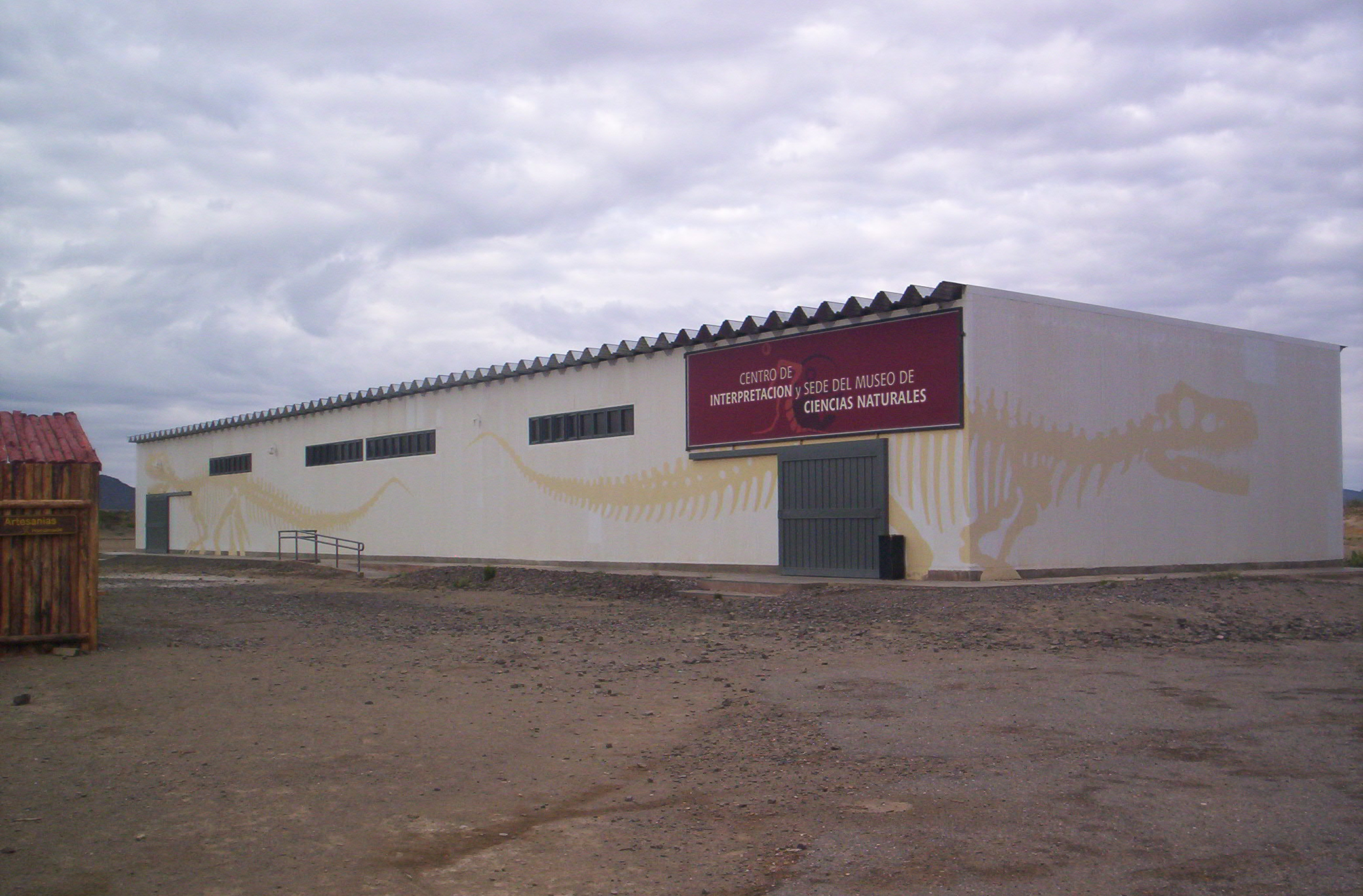
Museo de ciencias naturales ubicado en el parque.

Muy pronto se pondrá en ejecución un proyecto de excursiones “científicas” tanto geológicas como paleontológicas. En estas excursiones los visitantes podrán aprender sobre 45 millones de años de evolución geológica de toda la cuenca de Ischigualasto, incluyendo la visita a lugares de extracción de fósiles acompañados por guías universitarios especializados.
Todo este programa de desarrollo incluye otras medidas, entre las cuales se destacan: un plan de inversión para el mejoramiento sustancial en infraestructura, un plan de protección que incluye la aprobación de un Plan de Manejo para el Parque y la creación de un cuerpo profesional de guardaparques, un plan de promoción turística, un análisis de la microrregión que permita un mejor usufructo del gran flujo turístico circundante por parte de los habitantes de las localidades aledañas al Parque.

## Conservación
Las autoridades, a fin de preservar el patrimonio y poder utilizarlo turísticamente sin ocasionar su deterioro, han establecido un plan de manejo cuyos pilares son el cuidado del patrimonio, el desarrollo de las comunidades anfitrionas así como la actividad turística.

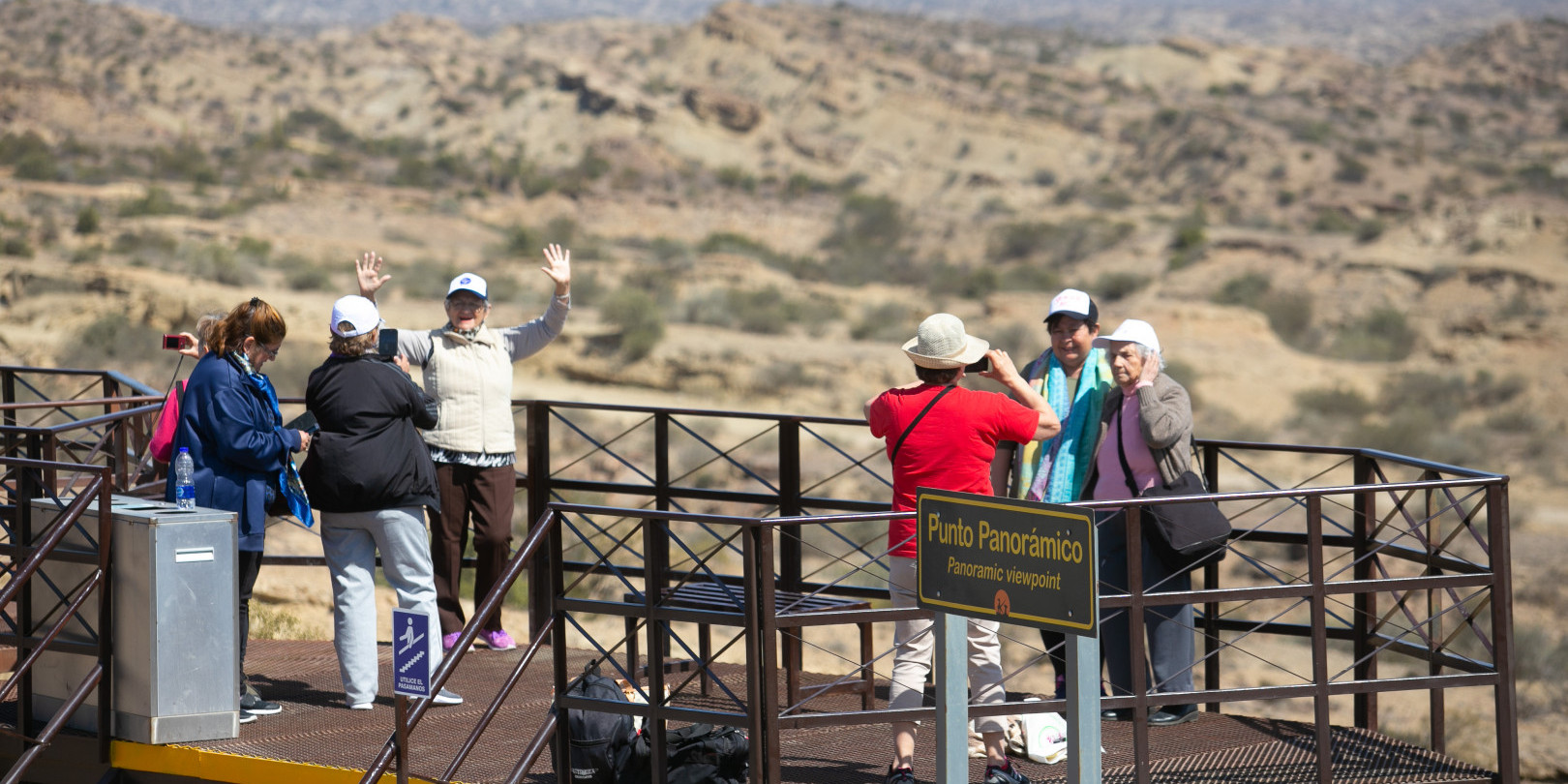
Se han hecho construcciones desde donde los turistas pueden transitar y estacionarse de forma ordenada para apreciar distintos sitios del Parque, evitando así el deterioro de su superficie.

La planificación de la conservación es exigida desde la ley de creación del parque en el año 1971, pero recién en el año 2000 se adoptaron las primeras acciones. La primera fase planificada abarca el período 2005 al 2010, y entre otros aspectos contemplaba los límites de su superficie, la explotación de recursos mineros, la estratigrafía y recursos paleontológicos, los períodos representados en el parque, entre otros.

## Museo
La muestra del Museo de Ciencias Naturales del Parque Ischigualasto tiene como objetivo mostrar los aspectos paleontológicos de Ischigualasto, los cuales no son mostrados al turista en su visita interna al circuito. Esta exhibición llena un gran vacío que había en ese aspecto, ya que los turistas pueden apreciar el valor paleontológico de Ischigualasto, y que es en definitiva lo que motivó a la Unesco a declarar este parque como Sitio Patrimonio de la Humanidad.

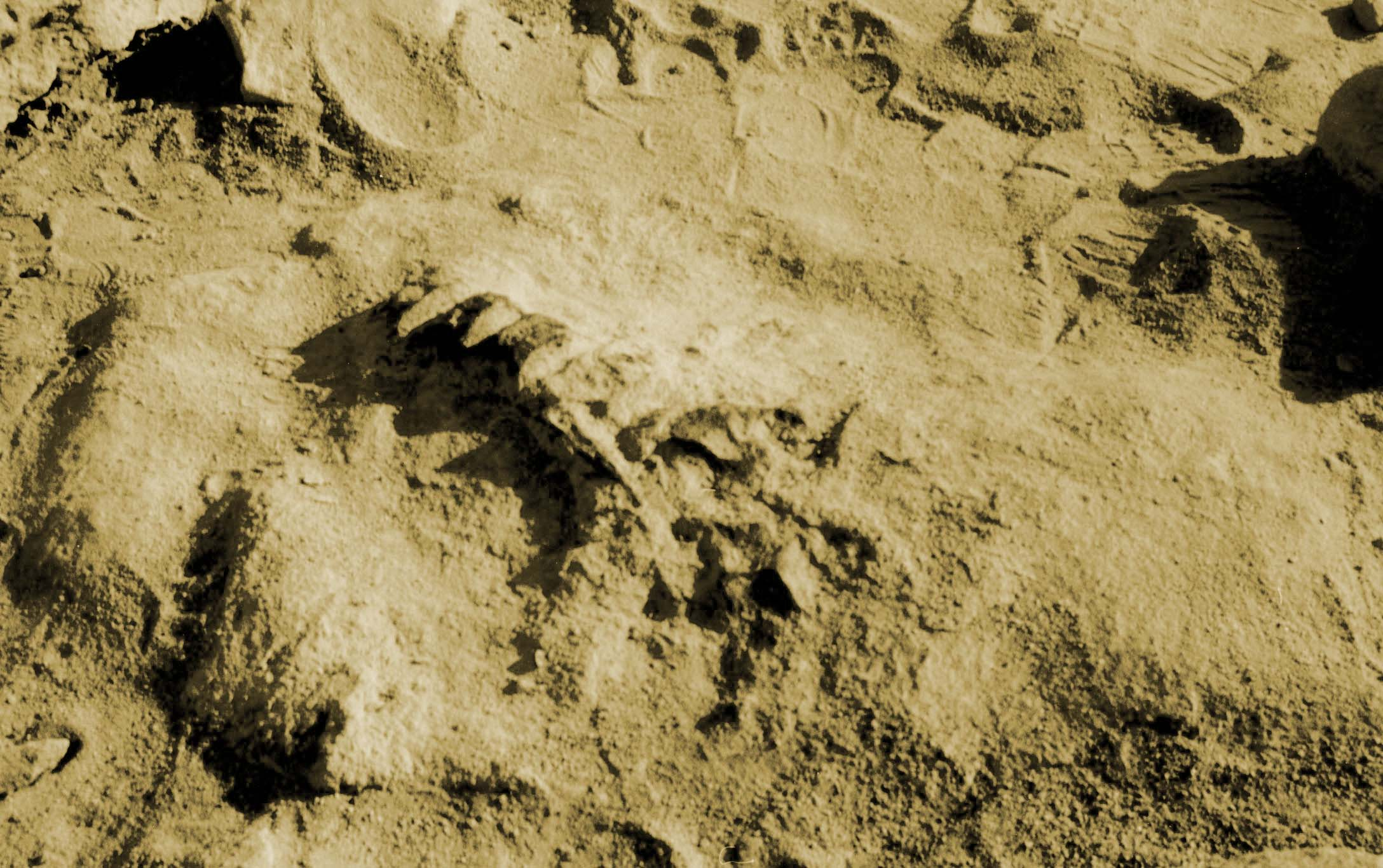
Columna vertebral y miembro superior de Eoraptor lunensis aflorando de las rocas.

En esta exhibición, se describe la tarea paleontológica como un proceso continuo desde la búsqueda de los fósiles en el campo, pasando por diferentes tareas de preparación e investigación, hasta la preparación de los montajes para ser exhibidos al público, como producto final de la larga tarea paleontológica.
Cuando se recorre la exhibición, el apasionante mundo de la paleontología envuelve al turista. En todo momento los visitantes son acompañados por un guía especializado, generalmente jóvenes estudiantes de las carreras de Geología y Biología de la Universidad Nacional de San Juan, quien los instruirá y ayudará a comprender las diferentes estaciones dentro de la muestra. Los guías contarán con sus vivencias cómo se realiza la búsqueda y extracción de un fósil en el campo, describirán también algunos procesos de laboratorio tales como preparaciones de fósiles y montajes de esqueletos en plástico.

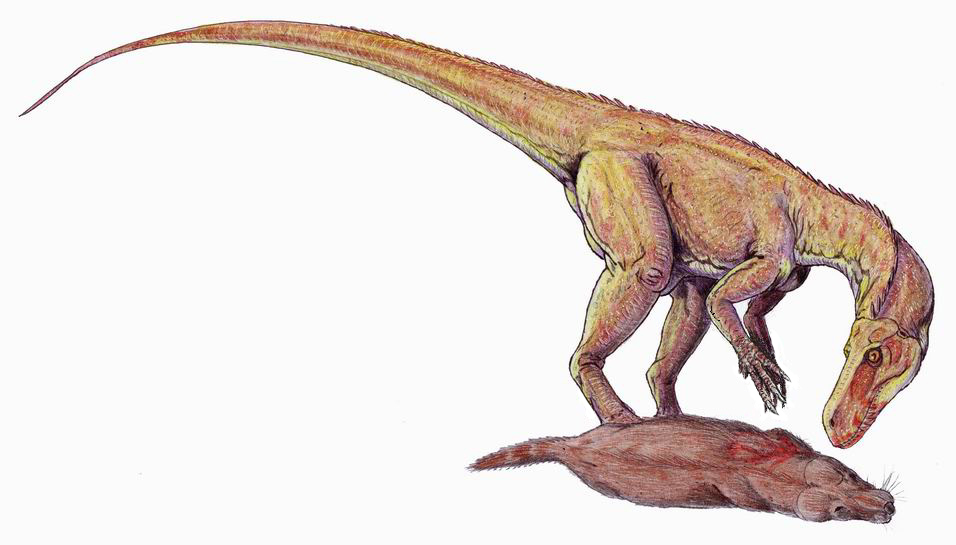
Herrerasaurus

La muestra también incluye la exhibición de dos de las piezas más importantes recolectadas en Ischigualasto.
Una de ellas es el Eoraptor, un dinosaurio muy primitivo encontrado en el año 1991 por Ricardo Martínez, del Museo de Ciencias Naturales.
El Museo de Ciencias Naturales cuenta también con una exhibición itinerante. "Titanes de Ischigualasto" es la mayor exhibición de dinosaurios de Sudamérica. Fue exhibida en Japón, Taiwán y Chile, y en ciudades de Argentina como Buenos Aires y Mar del Plata.

## Taxones paleontológicos

### Dinosaurios
- Herrerasaurus
- Eoraptor
- Panphagia
- Lessemsaurus
- Pisanosaurus
- Sanjuansaurus
- Eodromaeus

### Pseudosuquios
- Saurosuchus
- Stagonolepis
- Fasolasuchus
- Venaticosuchus
- Sillosuchus
- Pseudohesperosuchus
- Proterochampsa

### Reptiles mamiferoides/Mammaliaformes o Synapsida
- Ischigualastia
- Exaeretodon
- Probelesodon
- Ecteninion
- Chiniquodon
- Pseudotherium argentinus (Wallace, 2019)[22]

### Otros
- Hyperodapedon
- Marasuchus
- Promastodonsaurus

Y el cráneo y la garra de Herrerasaurus que es otro dinosaurio que vivió junto con Eoraptor al comienzo de lo que después se convirtió en la «Era de los Dinosaurios», ambos son los dinosaurios más antiguos del mundo conocidos hasta el momento y constituyen las joyas del Museo de Ciencias Naturales de San Juan. Dichos ejemplares están exhibidos por primera vez juntos en Ischigualasto, el mismo lugar que los albergó durante 230 millones de años.
Dentro de la muestra también se podrán observar dos espectaculares montajes de esqueletos uno es el de Herrerasaurus y el otro corresponde a un Frenguellisaurus. El turista también podrá apreciar dentro del recorrido varios esqueletos fósiles que constituyen llamativos hallazgos por su tipo de preservación, estos dan pie al guía para introducir al turista dentro de la paleontología científica, que incluye además de los clásicos estudios de anatomía y relaciones de parentesco, nuevas disciplinas tales como la biomecánica, que incluye el análisis de los movimientos animales, es decir como se desplazaban y corrían, cómo cazaban, que comían, etc. Por otra parte se enseña los resultados de análisis tafonómicos, comúnmente conocidos como aplicaciones de paleontología forense, y con ellos se trata de entender las causas de la muerte, la preservación y la suma de todos los procesos que sufrieron los animales desde que murieron hasta ser encontrados fósiles millones de años más tarde.

## Formaciones geológicas

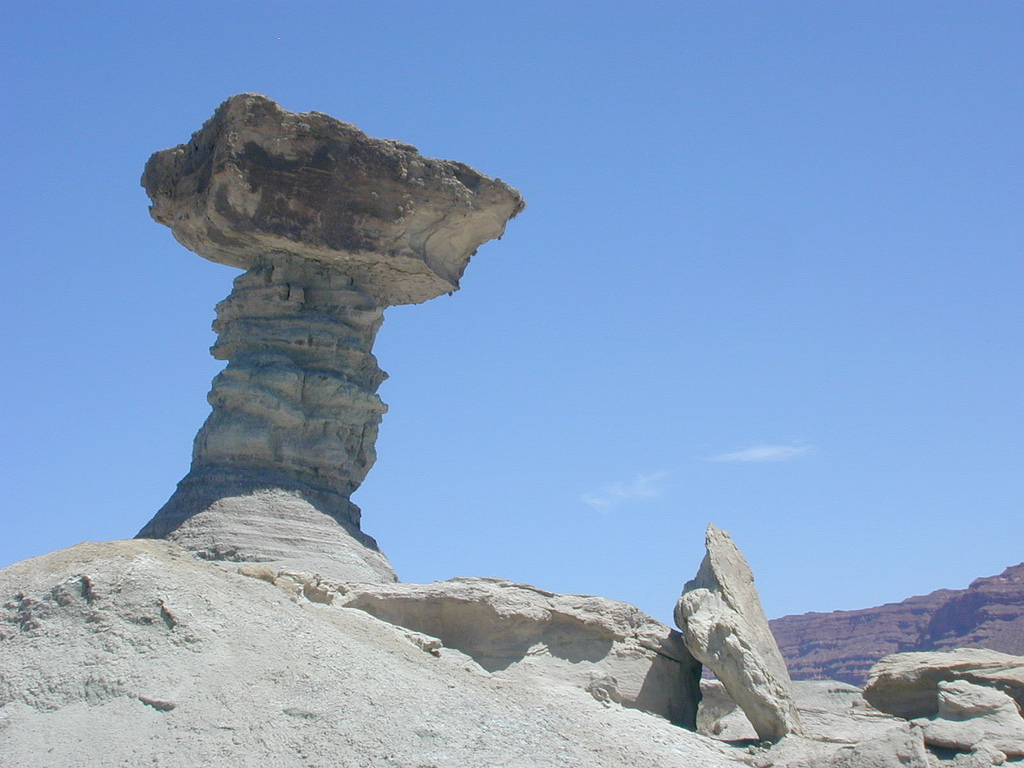
El hongo.

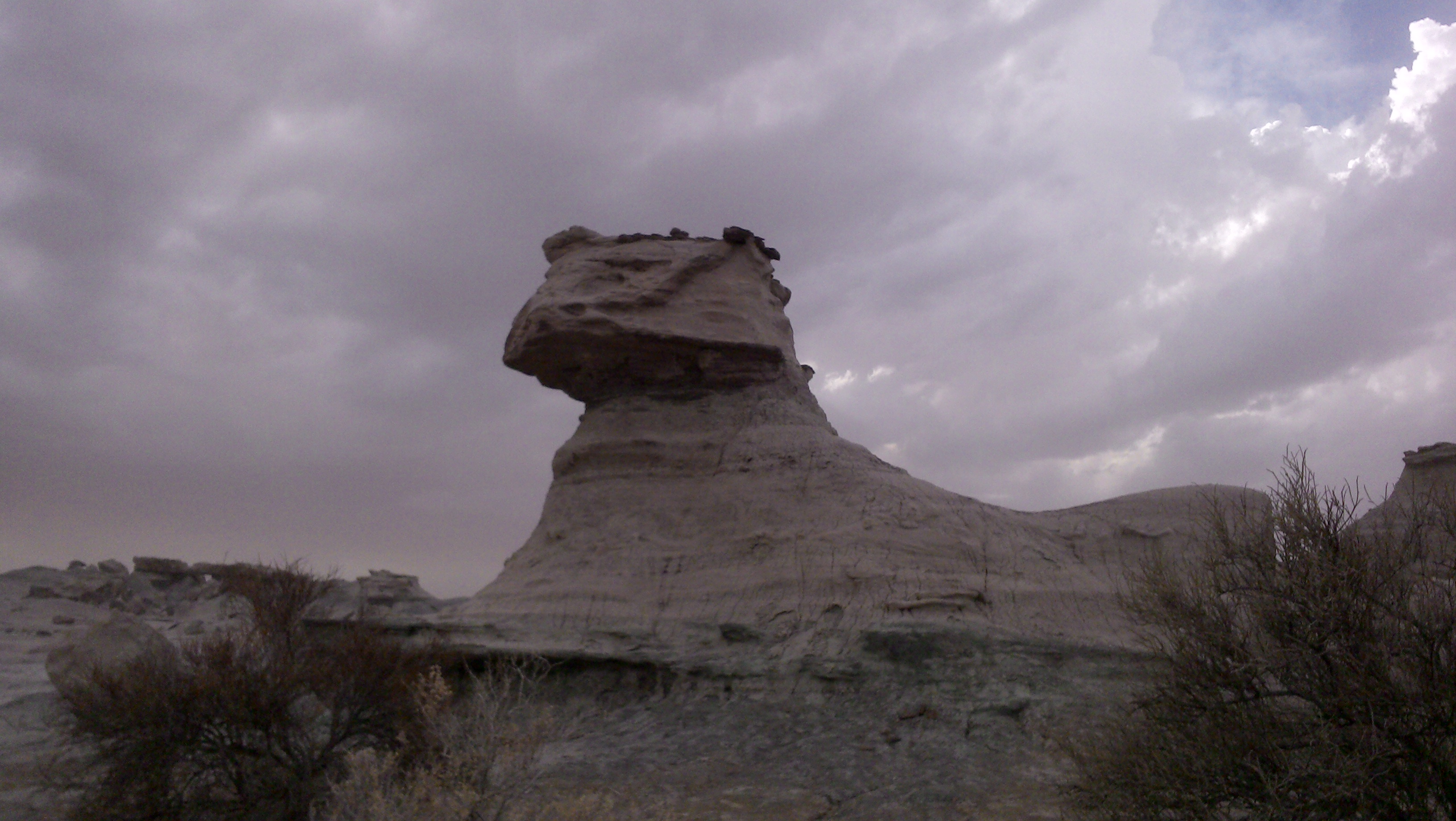
Formación rocosa en forma de esfinge.

Formaciones Talampaya y Tarjados: están presentes en el sector más occidental del Parque Ischigualasto y al este, a lo largo del Parque Talampaya en la provincia de La Rioja. Es un conjunto de rocas de color rojo parduzco. Los estratos que lo componen son principalmente areniscas (arenas cementadas) alternantes con algunos niveles conglomerádicos (arenas más gruesas con fragmentos de hasta varios centímetros) que representan los sedimentos dejados por los abanicos aluviales al bajar de los bordes de la cuenca. La edad de este grupo de estratos corresponde al Triásico Inferior y hasta el momento no han sido encontrados fósiles de vertebrados.
Formación Chañares: está presente en la provincia de San Juan en el suroeste del Parque Ischigualasto, en contacto con las Formaciones Talampaya y Tarjados y al suroeste en el parque de Talampaya en la provincia de La Rioja. Es un paquete de rocas grises y blanquecinas, constituidas por areniscas y arcillas dejadas por los ríos que fluían al lago de Ischichuca. Las mismas son portadoras de una importante fauna de vertebrados que representan el Triásico Medio.
Formación Ischichuca: está presente al noreste del parque, en contacto con el borde oriental de las Formaciones Talampaya y Tarjados. Es una unidad constituida por una sucesión de delgados niveles negros de arcilitas y areniscas finas en la que se han encontrado restos de plantas, niveles de carbón e invertebrados lacustres depositados a lo largo de la existencia del lago Ischichuca en el Triásico Medio.
Formación Los Rastros: aflora de norte a sur, al este de las Formaciones Chañares e Ischichuca. Está formada por un paquete de areniscas pardas que alternan con niveles negros de arcilitas y carbón que representan los últimos vestigios del lago Ischichuca y los sedimentos dejados por los ríos que drenaban al mismo. En esta unidad se han encontrado numerosos restos de plantas, huellas de tetrápodos y una gran cantidad de invertebrados de hábitos lacustres del Triásico Medio.

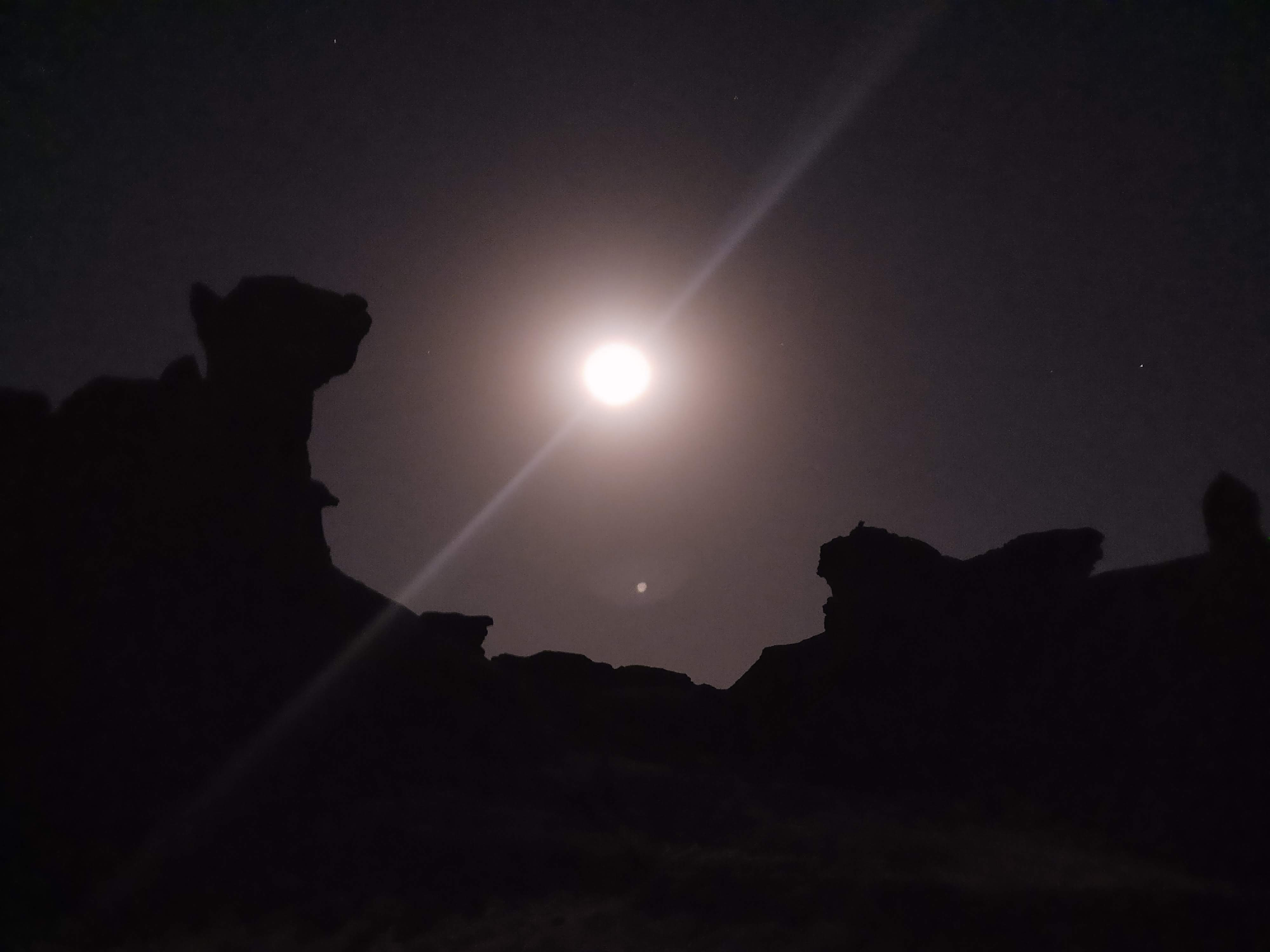
Recorrido nocturno

Formación Ischigualasto: aflora de norte a sur en contacto con el borde oriental de la Formación Los Rastros. Está constituida por un paquete de rocas grises, blanquecinas y moradas, caracterizadas por una alternancia de areniscas que constituyen los paleoríos con sedimentos finos de llanura. En esta formación han sido encontrados la mayor cantidad de fósiles de vertebrados de la cuenca de Ischigualasto, además de una copiosa colección de restos vegetales de hojas y troncos fósiles del triásico Superior.
Formación Los Colorados: esta unidad aparece en el extremo oriental del parque Ischigualasto en la provincia de San Juan, recorriendo toda la cuenca en sentido norte sur en contacto con el borde oriental de la Formación Ischigualasto. Está constituida por un paquete de areniscas intercaladas con finos niveles de arcilitas depositadas por ríos y algunas dunas dejadas por el viento. Este paquete caracterizado por su color rojo es portador de los restos de vertebrados más jóvenes del Triásico, así como también de algunos grandes troncos.

## Flora y fauna

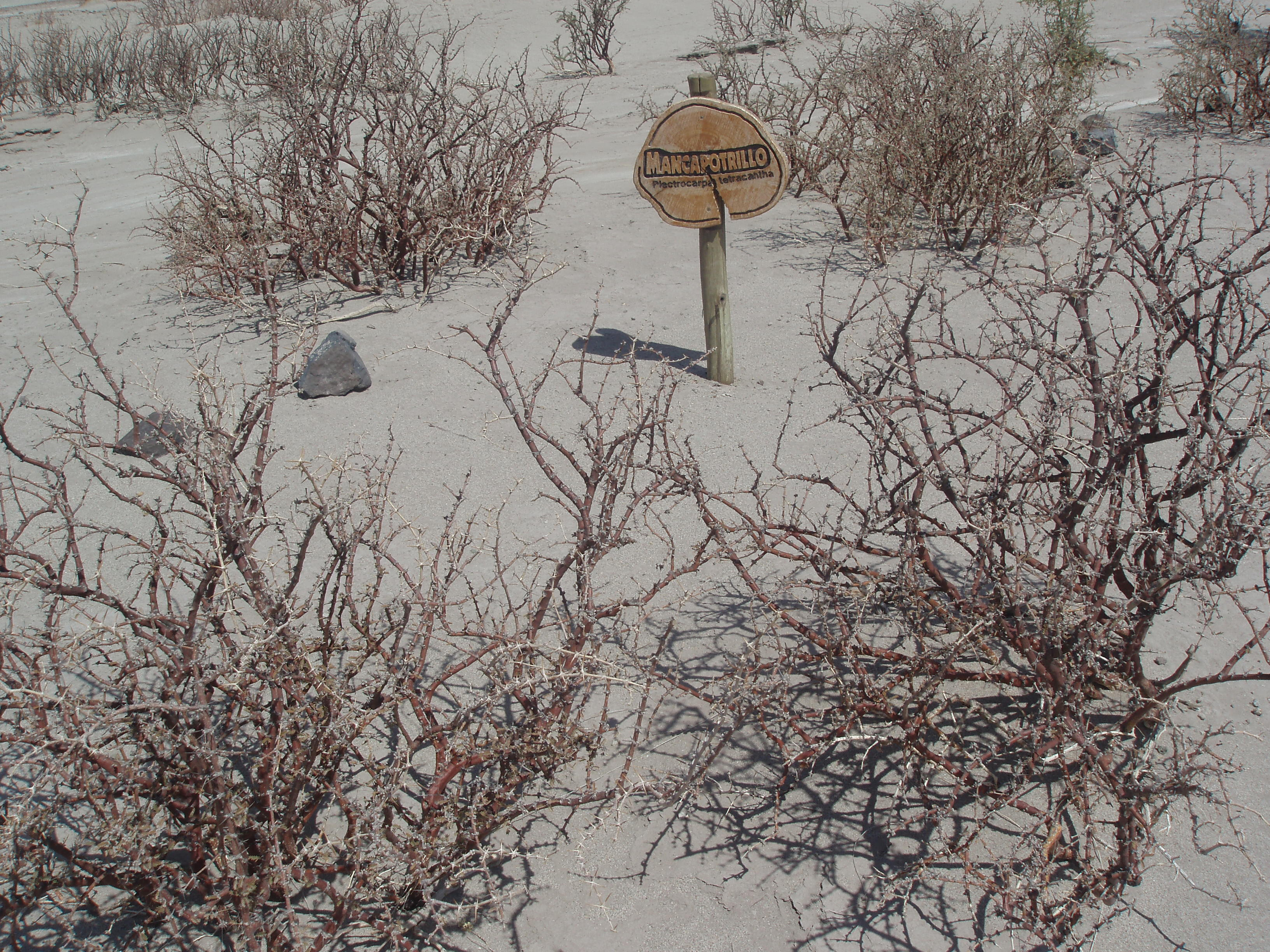
"Manca potrillos" (Plectrocarpa tetracantha) en Ischigualasto

La flora del parque es poco abundante y característica de la ecorregión de monte. Grandes superficies carecen absolutamente de cobertura vegetal. Entre las especies de mayor presencia se encuentran la sampa (Atriplex lampa), las jarillas (Larrea cuneifolia y Larrea divaricata), la falsa jarilla (Zuccagnia punctata), la chica (Ramorinoa girolae), la "manca potrillos" o rosetilla (Plectrocarpa tetracantha), la verdolaga (Halophytum ameghinoi), el cactus Quisco (Echinopsis leucantha), la chilca (Baccharis salicifolia), la cortadera (Cortaderia selloana) y el fique (Portulaca grandiflora). Entre los arbustos destaca la tolilla (Fabiana punensis).
La fauna del parque incluye guanacos (Lama guanicoe), zorros grises (Lycalopex gymnocercus), maras (Dolichotis patagonum), culebras ratoneras (Philodryas trilineata), lagartijas chaqueñas (Liolaemus chacoensis), gekos (Homonota fasciata) y tortugas terrestres (Chelonoidis chilensis).
Entre las aves, se han observado ejemplares de ñandú (Rhea americana), choique (Rhea pennata), rapaces como el cóndor andino (Vultur gryphus), el águila coronada (Buteogallus coronatus) y el aguilucho común (Geranoaetus polyosoma), además de varias especies de paseriformes, orden ampliamente representado.

## Escenario cinematográfico
En 1981 se filmó en el lugar la película argentina Visión de un asesino, dirigida por Hugo Reynaldo Mattar.